# Universitatea din Stockholm
Universitatea Stockholm (în suedeză Stockholms universitet) este o universitate publică din Stockholm, Suedia, fondată ca un colegiu în 1878, cu statut de universitate din 1960. Cu peste 33.000 de studenți la patru facultăți diferite: drept, științe umaniste, științe sociale și științe naturale, este una dintre cele mai mari universități din Scandinavia. Instituția este considerată drept una dintre cele mai importante 100 de universități din lume de clasamentul academic al universităților mondiale (ARWU).
Universitatea din Stockholm a primit statutul de universitate în 1960, devenind a patra cea mai veche universitate suedeză. Ca și în cazul altor universități publice din Suedia, misiunea Universității Stockholm include predarea și cercetarea ancorate în societate în general.

## Legături externe
- Official website of Stockholm University
- Stockholm University